# 1082
1082 (MLXXXII) var ett normalår som började en lördag i den julianska kalendern.

## Händelser

### Okänt datum
- Rochester Cathedral står färdigbyggd.
- Henrik IV, tysk-romersk kejsare, belägrar Rom.
- Gizurr Isleifsson blir biskop på Island.
- Venezianerna får viktiga handelsrättigheter av Bysans.

## Födda
- Jaropolk II av Kiev, prins av Perejaslav och storfurste av Kiev.
- Petronella av Sachsen, grevinna av Holland.
- Raimond Berengar III, greve av Barcelona.
- Urraca av León och Kastilien, drottning av Kastilien och León samt drottning av Aragonien och Navarra.

## Avlidna
- Synadene, drottning av Ungern.